# Zäunchen
Die Ortschaft Zäunchen ist ein Ortsteil der Gemeinde Lindlar im Oberbergischen Kreis im Regierungsbezirk Köln in Nordrhein-Westfalen (Deutschland).

## Lage und Beschreibung
Zäunchen liegt östlich von Lindlar etwas nördlich von Scheel.

## Geschichte
Die Gemeinde- und Gutbezirksstatistik der Rheinprovinz führt Zäunchen 1871 mit fünf Wohnhäusern und 28 Einwohnern auf. Im Gemeindelexikon für die Provinz Rheinland von 1888 werden für Zäunchen vier Wohnhäuser mit 19 Einwohnern angegeben.
1941 wurde der Name laut Ratsbeschluss der Gemeinde Lindlar in „Zäunchen zu Scheel“ umbenannt.

## Busverbindungen
Die nächste Haltestelle ist in Scheel.